# Schürpfeneckberg
Der Schürpfeneckberg ist ein 1296 m ü. NHN hoher Berg in den Bayerischen Voralpen im Isarwinkel. Der Berg befindet sich in der oberbayerischen Gemeinde Jachenau (Landkreis Bad Tölz-Wolfratshausen).
Zwischen der Jachenau im Norden und der Isar im Süden befinden sich im Isarwinkel die Isar- und Ochsensitzerberge, eine Berggruppe mit zahlreichen Gipfeln.
Der Schürpfeneckberg erhebt sich dabei direkt oberhalb von Vorderriß, zwischen Rißer Hochkopf im Westen, durch den Rißsattel getrennt, und dem Speibenkäs mit 1361 m ü. NHN im Osten. Er ist am einfachsten über den Rißsattel und anschließend weglos erreichbar.